# Lis Beyer
Elisabeth "Lis" Beyer –o Beyer-Volger–, de soltera Elisabeth Wilhelmine Karoline Beyer (27 d'agost de 1906 a Hamburg - 28 d'octubre de 1973 a Süchteln, Rin del Nord-Westfàlia), va ser una dissenyadora tèxtil, teixidora i artista gràfica alemanya. Es va formar a la Bauhaus des de 1923 i va desenvolupar patrons de teixit i roba des de mitjans dels anys vint. El 1928 va dissenyar una de les poques peces de vestir de la Bauhaus, el vestit curt estil tub per a Dora Fieger.

## Formació i carrera professional
Després de graduar-se a l'escola el 1923, Elisabeth Beyer va començar a estudiar a la Bauhaus de Weimar. Primer va completar el curs preliminar amb Johannes Itten i després va assistir a classes amb Wassily Kandinsky i Paul Klee. Des de finals de 1923 va tenir per mestres Georg Muche i la mestra artesana Helene Börner al taller de teixit de la Bauhaus. El 1925 va anar a Dessau i va continuar la seva formació amb Gunta Stölzl. A més de la seva formació tècnica, Lis Beyer també va participar en les activitats artístiques de la Bauhaus, com a cantant i ballarina a les representacions teatrals d'Oskar Schlemmer i fent vestuari escènic per als festivals de la Bauhaus. Va fer de model per a molts fotògrafs de l'escola, com Theodore Lux Feininger, Lotte Beese i Margit Kallin.
El març de 1927 va aprovar l'examen oficial de teixidora a la Cambra d'Artesania de Dessau. Per aprofundir en les seves habilitats, va assistir a Krefeld a un curs de tres mesos a l'escola de tenyit. De tornada a Dessau va fundar un taller de tenyit a la Bauhaus i, treballant al taller de teixit de Gunta Stölzl, va començar a crear teixits de mostra. Va dissenyar els anomenats articles de jardí per a ús industrial i va participar en la creació de llibres de mostres per a mobles i teixits de roba. El 1928 va dissenyar el vestit blau pàl·lid Bauhaus de cotó i raió, d'un estil purista i funcional.
El 1929, després d'aprovar l'examen de mestra teixidora, es va fer càrrec de la classe de teixit a mà de l'Associació Central Politècnica de Würzburg, que va estructurar seguint la línia de la Bauhaus; en els anys següents va vendre amb èxit els productes del taller.

## Abandó de l'activitat artística i professional
Lis Beyer-Volger, en casar-se el 1932 amb l'arquitecte Hans Volger, a qui havia conegut a la Bauhaus de Dessau, va abandonar l'activitat professional a Würzburg i es va traslladar amb el seu marit a Krefeld. La parella va tenir dos fills, Alexander i Elisabeth. Durant la Segona Guerra Mundial, Beyer-Volger es va dedicar principalment a la llar i a la criança dels fills i només va treballar esporàdicament com a teixidora de tapissos autònoma.
El 1964, després que Hans Volger es jubilés, la parella es va traslladar a Bad Krozingen, on Volger va morir el 1973. Poc després Lis Beyer-Volger va emmalaltir i va morir el 28 d'octubre de 1973 a casa de la seva filla a Süchteln.

## Llegat i memòria
Les obres de Lis Beyer-Volger es mostren a molts museus d'art i disseny, com ara l'Arxiu Bauhaus de Berlín, les col·leccions d'art de Weimar i el Museu d'Art Modern Occidental de Sant Petersburg.